# درماتیت آتوپیک
درماتیت آتوپیک (انگلیسی: Atopic dermatitis) یک بیماری پوستی است. درماتیت (التهاب پوست) آتوپیک یک بیماری مزمن پوستی است.
آتوپیک بیان‌کننده تمایل ارثی برای ایجاد درماتیت، آسم و تب یونجه (یک بیماری حساسیتی) است. درماتیت به معنی قرمزی و خارش پوست است.
بیماری در سنین مختلف علائم گوناگونی دارد. خشکی پوست یکی از مشخصات بارز درماتیت آتوپیک است. در صورت عدم درمان مناسب عفونت‌های باکتریایی می‌تواند روی زمینه پوست بیمار اضافه شده و باعث تشدید علائم گردد.